# NGC 5093
NGC 5093 је спирална галаксија у сазвежђу Ловачки пси која се налази на NGC листи објеката дубоког неба.
Деклинација објекта је + 40° 23' 11" а ректасцензија 13h 19m 37,8s. Привидна величина (магнитуда) објекта NGC 5093 износи 13,7 а фотографска магнитуда 14,6. NGC 5093 је још познат и под ознакама UGC 8373, MCG 7-27-60, CGCG 217-29, PGC 46472.